# Andrenosoma crassa
Andrenosoma crassa är en tvåvingeart som beskrevs av Stanley Willard Bromley 1929. Andrenosoma crassa ingår i släktet Andrenosoma och familjen rovflugor.
Artens utbredningsområde är Kuba. Inga underarter finns listade i Catalogue of Life.